# McLaren Speedtail
McLaren Speedtail är en sportbil som den brittiska biltillverkaren McLaren Automotive presenterade i oktober 2018.
Bilen är en hybrid vars motorer ger en systemeffekt på 1050 hk. McLaren uppger toppfarten till 403 km/h. Likt den klassiska F1-modellen har bilen en tresitsig sittbrunn med föraren placerad i mitten, precis som i en formelbil och med de två passagerarna på vardera sidan om och något bakom föraren. McLaren planerar att bygga 106 bilar, lika många som byggdes av F1-modellen och alla är redan sålda till ett pris om £1 750 000.